# Apistomyia elegans
Apistomyia elegans är en tvåvingeart som beskrevs av Jacques-Marie-Frangile Bigot 1862. Apistomyia elegans ingår i släktet Apistomyia och familjen Blephariceridae. Inga underarter finns listade i Catalogue of Life.